# Suối Ea Ngao
Suối Ea Ngao (tên khác: Suối Ea Ngẩu) là một phụ lưu ở bờ trái Sông Hinh. Suối Ea Ngao chảy qua các tỉnh Đắk Lắk và Phú Yên, Việt Nam .
Suối có chiều dài 16 km và diện tích lưu vực là 75 km² .

## Chỉ dẫn
1. ↑  Trong tiếng các dân tộc thuộc nhóm ngôn ngữ Môn-Khmer ở Tây Nguyên và trong tiếng Việt cổ (trước thế kỷ 16, xem Chữ Nôm) thì đăk đã có nghĩa là nước, sông, suối, còn krông nghĩa là sông. Trong tiếng một số dân tộc Tây Nguyên khác thì ea/ia có nghĩa là nước, sông, suối.